# Rachel Thomas
Rachel Thomas (10. února 1905 – 8. února 1995) byla velšská herečka. Narodila se v jihovelšské vesnici Alltwen nedaleko Pontardawe. Hrála například ve filmech Blue Scar (1949) a Korunní svědek (1959). V roce 1954 hrála v původní verzi rozhlasové hry Under Milk Wood od Dylana Thomase. Později hrála také ve filmové verzi hry. V roce 1968 byla oceněna Řádem britského impéria. Zemřela dva dny před svými devadesátými narozeninami po pádu ve svém domě v Cardiffu.